# Yspertal
Yspertal è un comune austriaco di 1 932 abitanti nel distretto di Melk, in Bassa Austria; ha lo status di comune mercato (Marktgemeinde). È stato istituito nel 1966 con la fusione dei comuni soppressi di Kapelleramt e Ysper; nel 1969 ha inglobato il comune soppresso di Nächst Altenmarkt assumendo la denominazione di Altenmarkt-Yspertal e nel 1970 quello di Wimberg, tornando alla denominazione di "Yspertal".